# Nokia N97 Mini
Il Nokia N97 Mini è uno smartphone prodotto dall'azienda finlandese Nokia e messo in commercio nel 2009.

## Caratteristiche
- Dimensioni: 113 x 53 x 14 mm
- Massa: 138 g
- Risoluzione display: 360 x 640 pixel a 16 700 000 colori
- Durata batteria in conversazione: 6 ore
- Durata batteria in standby: 320 ore (13 giorni)
- Memoria: 8 GB espandibile con MicroSD e SDHC fino a 32 GB
- Fotocamera: 5.0 megapixel
- Bluetooth

## Caratteristiche specifiche
Questo Smartphone è dotato di una connettività Wi-Fi ed ha delle funzionalità avanzate, come degli apps dedicati alle news e ad Internet (CNN-TV, Google News). Presente anche il GPS che su richiesta può anche essere assistito tramite A-GPS e il TV-out (di cui poi non è presente il cavetto apposito nella confezione). La scocca è costruita un materiali resistenti e presenta una cromatura intorno al display touch screen resistivo da 3''2, leggermente più piccolo del predecessore N97.
| Controllo di autorità | GND (DE) 7687649-4 |